# Walbach (Agger)
Die Walbach ist ein etwas über 5 km langer, nördlicher und rechter Nebenfluss der Agger in Ründeroth im nordrhein-westfälischen Oberbergischer Kreis.

## Geographie

### Verlauf
Die Quelle der gänzlich im Naturpark Bergisches Land fließenden Walbach liegt beim nordöstlichen Ortsrand von Wallefeld auf etwa 255 m ü. NHN Höhe. Anfangs läuft der stets entlang der Landesstraße 307 fließende Bach in Richtung Südwesten durch Wallefeld. Danach passiert er nach Süden verlaufend Remerscheid im Osten. Kurz darauf mündet der Walberbach ein und etwas später bei westlichem Passieren von Müllensiefen der kleine Müllensiefen – jeweils linksseitig.
Im anschließend durchflossenen Hardt nähert sich die Walbach der durch Ründeroth fließenden Agger bis auf etwa 100 m; dort ist er von seinem Mündungsgewässer nur durch eine niedere Anhöhe getrennt. Dann wendet sich der Bach nach Westen und umfließt den Mühlenberg (254,3 m) im Norden und, nach Einmünden des rechtsseitigen Schnellenbachs, Westen. Unterhalb der Ortschaft Hardt passiert er die landesweit einzigartige Aggertalhöhle im Osten.
Dann erreicht die Walbach den Südwestteil von Ründeroth, wo sie nach Unterqueren der L 136, um gegenüber der Ortslage Ohl auf etwa 132 m Höhe in den nordöstlichen Sieg-Zufluss Agger zu münden. Der Bach weist mit zwei Mündungen eine geologisch-hydrologische Besonderheit auf: Aufgrund zahlreicher Bachschwinden versickert der Fluss die meisten Tage im Jahr. Das versickerte Wasser unterquert dabei den Mühlenberg, in dem sich auch die Höhle „Windloch im Mühlenberg“ befindet. Es mündet unsichtbar im Bachbett in Ründeroth bei den Hüttengärten. Etwas aggerabwärts gibt die zweite, oberirdische Mündung gegenüber Ohl. Diese führt aber nur wenige Tage im Jahr bei Hochwasser Wasser. Dem unterirdischen Bachlauf konnte bisher nicht gefolgt werden.
Auf dem 5,1 km langen Weg von der Quelle bis zur Mündung überwindet die Walbach einen Höhenunterschied von 123 m, was einem mittleren Sohlgefälle von 24,1 ‰ entspricht.

### Zuflüsse
- Walberbach (links), 1,3 km
- Müllensiefen (links), 1,3 km
- Schnellenbach (rechts), 1,0 km